# Daveluyville
Daveluyville é uma cidade localizada na província de Quebec no Canadá.